# Leiophron cephalica
Leiophron cephalica är en stekelart som först beskrevs av Léon Abel Provancher 1886.  Leiophron cephalica ingår i släktet Leiophron, och familjen bracksteklar. Inga underarter finns listade i Catalogue of Life.